# Ronda
Ronda – miasto w Andaluzji, w prowincji Malaga; 36 tys. mieszkańców. Położone po obu stronach wąwozu rzeki Guadalevín miasto składa się z dwóch dzielnic: Ciudad, czyli części arabskiej i Mercadillo, czyli nowszej części powstałej po rekonkwiście.

## Historia

### Starożytność
Obszar wokół miasta był zamieszkany już w okresie neolitu, o czym świadczą pozostałości osad, czy malowidła skalne. Pierwszą osadą założoną na miejscu Rondy była w VI w. p.n.e. celtycka Arunda. W późniejszym okresie na ten obszar przybyli feniccy osadnicy, którzy założyli Acinipo, obecnie nazywane Ronda la Vieja (Stara Ronda). Po wojnach punickich obszar ten został przejęty przez Rzymian, którzy na polecenie Scypiona Afrykańskiego Starszego ufortyfikowali miasto na wzgórzu. Za czasów Juliusza Cezara otrzymała tytuł miasta i weszła w skład prowincji Betyka.

### Średniowiecze
W V w n.e. miasto zostało zdobyte przez germańskie plemiona Swebów pod dowództwem Rechila. W następnym stuleciu miasto zostało zajęte przez Cesarstwo Bizantyńskie, a następnie przeszło pod władanie królestwa Wizygotów. W 713 roku zostało podbite przez Berberów, którzy przemianowali miasto na Hisn Ar-Rundah i uczynili z niego stolicę prowincji Takurunna w Kalifacie Kordoby. Po rozpadzie kalifatu Ronda stała się stolicą małego królestwa, taify Rondy. W 1065 miasto zostało pokonane przez Abbada II al-Mutadida, władcy Sewilli.
Z miasta pochodził słynny arabski poeta, astronom i konstruktor Abbas ibn Firnas.

### Nowożytność
Panowanie muzułmańskie w mieście zakończyło się w 1485 roku, kiedy to zostało podbite przez markiza Kadyksu, Ferdynanda III. Nowe władze chrześcijańskie rozpoczęły prześladowania wyznawców islamu. Wszystkie meczety zostały zburzone lub przebudowane na kościoły. W 1572 została zbudowana w mieście arena korridy. Założono również dwie nowe dzielnice, Mercadillo i San Francisco. W XVIII wieku został zbudowany Puente Nuevo – most łączący starą i nową część miasta, który obecnie jest wizytówką miasta.
W 1492 po zakończeniu rekonkwisty Hiszpania ogłosiła, że wszyscy muzułmanie muszą opuścić kraj lub przejść na katolicyzm. Osoby, które zdecydowały się na zmianę wiary nazywano morisco. Na przełomie XV i XVI wieku dochodziło do licznych buntów i wystąpień. W 1566 król Filip II zakazał posługiwania się językiem arabskim, co doprowadziło do dużego buntu w mieście pod dowództwem Al-Fihreya. Zdołał on pokonać armię hiszpańską wysłaną w celu stłumienia rebelii. Po jej zakończeniu wszyscy moryskowie zostali wygnani z miasta.

### XIX i XX wiek
Miasto bardzo ucierpiało podczas wojen napoleońskich z początków XIX wieku. W przeciągu trzech lat liczba ludności zmniejszyła się z 15 600 do 5 000. Gospodarka Rondy opierała się w tym okresie głównie na działalności rolniczej. W 1918 roku w mieście zaprojektowano andaluzyjską flagę, herb i hymn. Hiszpańska wojna domowa i walki toczące się w regionie spowodowały znaczny odpływ mieszkańców. W mieście dochodziło do prześladowań zwolenników frankistów oraz kościoła katolickiego.

## Najważniejsze zabytki

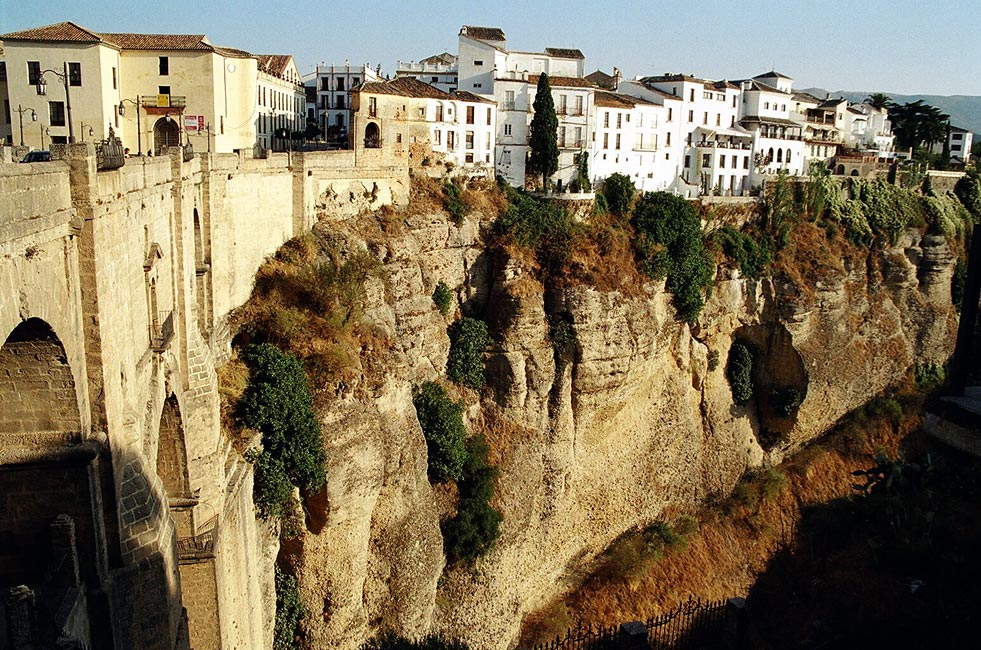
Widok na Ciudad i casas colgadas

- Casas colgadas (Wiszące domy), czyli kamienice po obu stronach wąwozu El Tajo, bezpośrednio przylegające do jego krawędzi.
- Puente Nuevo (Nowy Most), czyli monumentalny most o wysokości 98 m i długości 66 m, zbudowany w l. 1759–1793 przez José Martína de Aldehuela między dwiema częściami starego miasta – mauretańską La Ciudad i chrześcijańską El Mercadillo. Poprzedni most, wzniesiony kilkadziesiąt lat wcześniej, miał prostszą konstrukcję z jednym łukiem, która zawaliła się, zabierając życie 50 osobom. Nad łukiem Puente Nuevo kiedyś mieściło się więzienie (obecnie informacja turystyczna). W czasie wojny domowej w 1936 z mostu zrzucono (przez siły republikańskie) około 5 tys. osób, co znalazło odbicie w „Komu bije dzwon” Ernesta Hemingwaya[4].
- kolegiata Santa María la Mayor, powstała z przebudowy w XV wieku dawnego meczetu. Zewnętrzna część budynku składa się z kwadratowej dzwonnicy z ośmioboczną nadbudówką i fasady w formie loggi. Wewnątrz pozostałości mihrabu.
- Casa del Rey Moro, legendarny pałac władcy taify, z położonego obok ogrodu prowadzi przejście podziemne do rzeki – tworzy je 365 schodów zbudowanych w XIV w. przez chrześcijańskich niewolników.
- Palacio de Mondragón (Casa de Mondragón) – pałac dawnych władców arabskich z trzema patiami, w których rosną oliwki i drzewka pomarańczowe. Z uwagi na styl zwany bywa „małą Alhambrą”. W środku zachowały się m.in. wspaniałe rzeźbione sufity i ceramiczne ozdoby.
- Plaza de Toros, zbudowana w latach 1783–1785 arena korridy z muzeum.
- Posada de las Animas w Mercadillo – doskonale zachowana XVI-wieczna gospoda (najstarszy obiekt tej części miasta), w której nocował niegdyś Miguel Cervantes.

## Miasta partnerskie
- Cuenca, Hiszpania
- Szafszawan, Maroko
- Castiglion Fiorentino, Włochy
- Ontinyent, Hiszpania

## Ludzie związani z Rondą
- Abbas ibn Firnas – berberyjski wynalazca, astronom
- Bartolomé Lobo Guerrero – katolicki duchowny
- Vicente Espinel – poeta, muzyk
- Dydak z Kadyksu – katolicki błogosławiony
- Pedro Romero – torreador
- Francisco Giner de los Ríos – filozof, pedagog
- Rosa Conde – polityk
- Alejandro Albarracín – aktor, model